# 帕帕克 (帽)

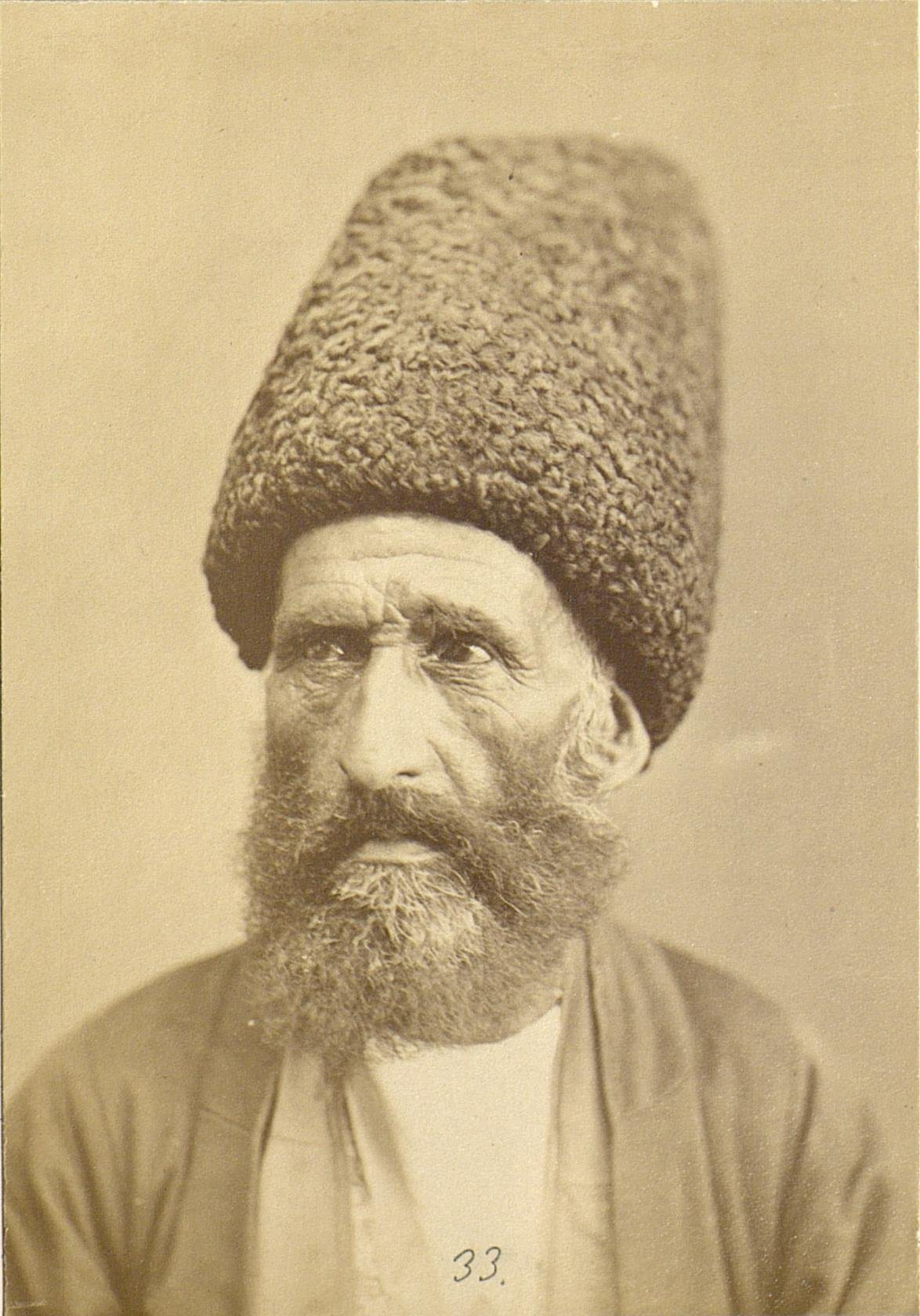
戴着帕帕克帽的阿塞拜疆人

帕帕克帽，又稱阿斯特拉罕帽，是一種流行於高加索地區和俄羅斯的圓筒型皮帽，通常由卡拉庫爾羊的皮製成，這字在突厥語解帽。
在俄國十月革命後，帕帕克曾被認為是沙皇政權和哥薩克的反動象徵而不被採用，帕帕克在1935年再次成為制服的一部分，但在1941年，是專屬於上校，將軍和元帥的制服，成為身份和高等級的象徵，但在1994年，它們因防寒性能不佳再次被從軍隊制服中刪除，其設計在氣候大致和暖的高加索地區是可接受的，但在更冷的寒帶地區，帕帕克完全沒有保護臉部和耳朵的設計，而該二部位在寒冷氣候是最容易被凍傷的地方之一。
葉利欽曾在蘇聯解體後放棄帕帕克帽，展示該國致力於建立一個新的政治路線，拋棄蘇聯早期的傳統和象徵，但在2005年帕帕克帽再次成為制服一部分。
日本動漫《銀河鐵道999》的女主角梅德爾亦經常以頭戴此帽的形象示人。